# الرهينة (فلم 1966)
الرهينة هو فيلمٌ لبنانيٌ أُنتج عام 1966.

## قصة الفيلم
فتاة بدوية تلتقي بشاب من المدينة، ويتحابان. لكن أحد أبناء القبيلة يحبها، ويقوم بقتل أبيها، ويوهمها بأن القاتل هو حبيبها ابن المدينة. لذلك تحاول الانتقام منه، فيما يحاول ابن المينة إظهار براءته.

## مصدر
صفحة الفيلم على قاعدة بيانات الأفلام العربية.

## وصلات خارجية
- مقالات تستعمل روابط فنية بلا صلة مع ويكي بيانات
- الرهينة على الدهليز
- الرهينة على كاروهات